# Vicenç de Roca i Pi
Vicenç de Roca i Pi   (Barcelona, 18 de juliol de 1780 - Badalona, 9 de juliol de 1852), tercer baró de Marmellar, fou un empresari i filantrop català que va fer fortuna amb el negoci familiar comerciant amb Amèrica. Es retirà a Badalona, on va dedicar-se a exercir la caritat.

## Biografia
Nascut al carrer dels Mercaders de Barcelona, els seus pares van ser Joaquim de Roca i Batlle i Raimunda Pi, que tingueren cinc fills (Vicenç, Joaquim, Raimunda, Jacinta i Mercè). Estudià amb els Pares Escolapis, on va aprendre humanitats. En la seva maduresa, el seu pare l'ensenyà el negoci familiar basat en el comerç marítim amb vaixells propis i contractats. Gaudí de respecte i estimació entre altres comerciants d'Espanya i l'estranger i tingué èxit en la millora dels negocis familiars.
A la mort dels seus pares, Roca i Pi va passar a viure a La Fontana, a la vila de Gràcia, amb els seus germans Joaquim i Raimunda. Va casar-se però el matrimoni va resultar infructuós i es retirà a viure en tranquil·litat a Badalona vers 1835, instal·lant-se al carrer de Mar, número 60, que es va convertir en un indret per als necessitats. Des d'aleshores, Roca i Pi va dedicar-se a les obres de caritat per a pobres, desvalguts o malalts. El maig de 1846 començà a notar els símptomes d'indisposició que s'anaren agreujant fins que morí d'apoplexia la tarda del 9 de juliol de 1852, poc abans de complir els 72 anys. Va ser enterrat al cementiri de Sant Gervasi de Cassoles.
El 6 de juny de 2020 les seves despulles van ser traslladades al Cementiri del Sant Crist de Badalona per sol·licitud de la Fundació Roca i Pi.

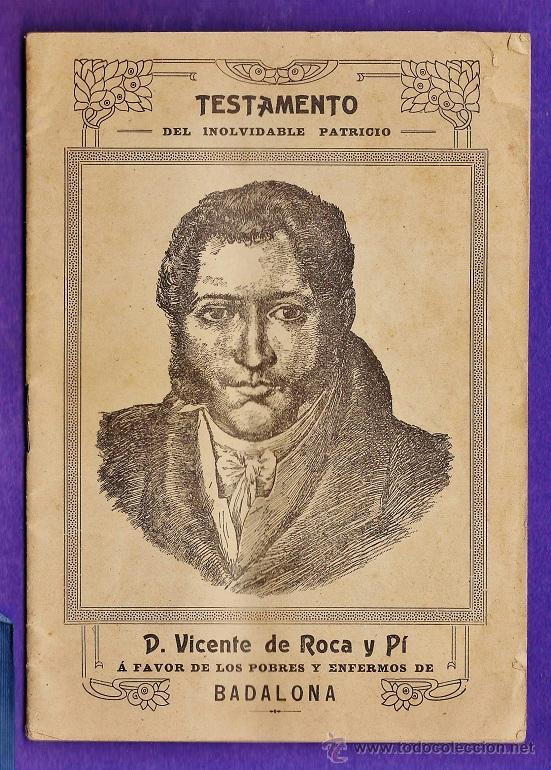
Testament de Vicenç de Roca i Pi

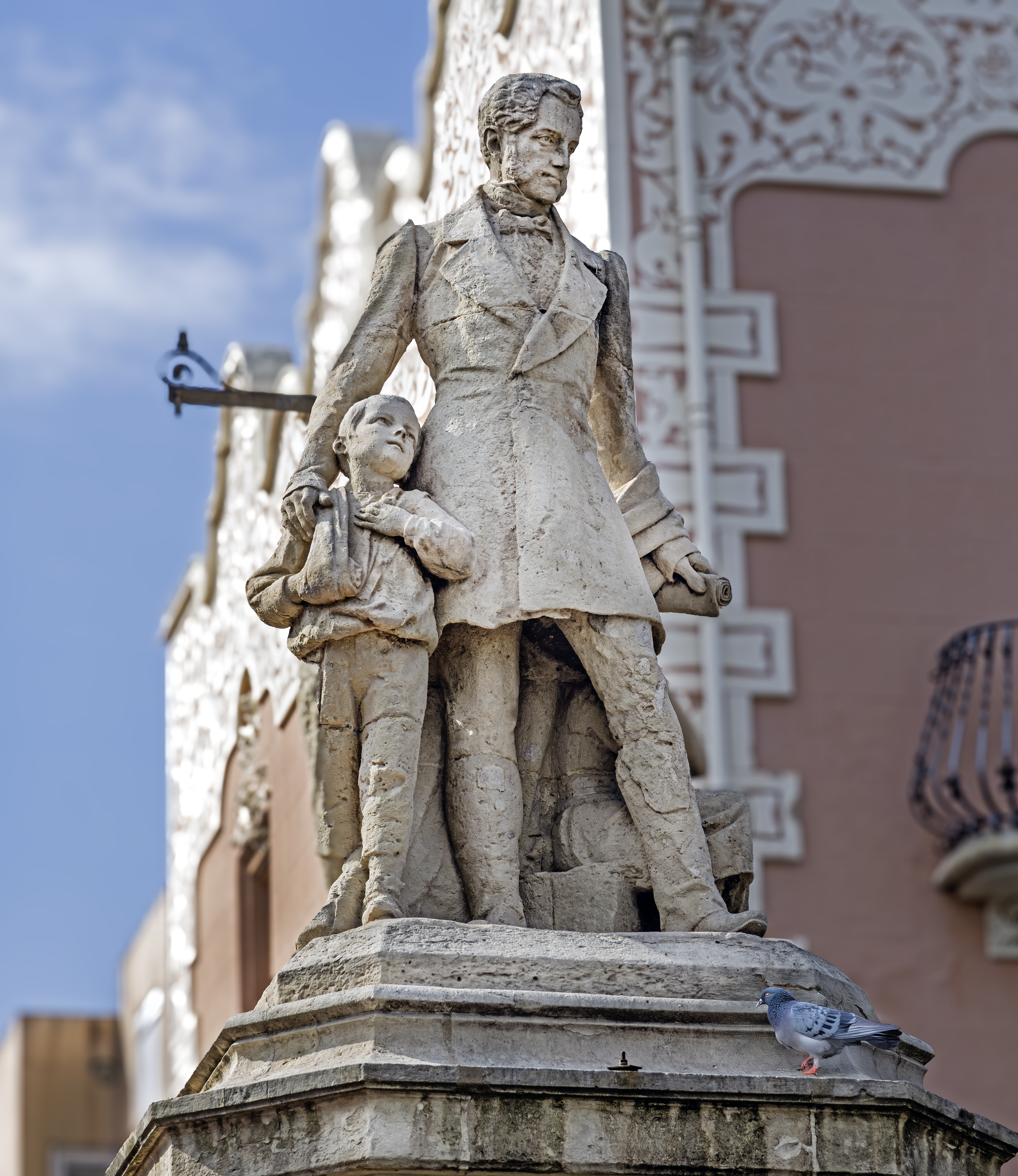
Monument a Roca i Pi, obra de Torquat Tasso (1894), situat a la Rambla de Badalona

### Llegat
En el seu testament va deixar un important llegat als seus germans Joaquim i Raimunda, morts sense descendència. El testament indicava que llavors els seus béns havien de quedar per als pobres domiciliats a Badalona: «en socorro de los pobres enfermos, sus esposas y familia de Badalona, pagándoles en sus enfermedades el medico o facultativo que ellos elegieren, toda suerte de medicinas, con buen caldo de gallina y la mujer o mujeres necesarias para que sean bien atendidos de día y de noche y en su convalescència les suministrarán lo que tengan menester para conseguir su perfecto restablecimiento». Després de la mort dels seus germans Raimunda i de Joaquim, va generar-se un conflicte d'interessos que va durar 9 anys. A la mort de tots els germans de Vicenç de Roca i Pi, inclosa Mercè, la jove d'aquesta, Maria Ventura d'Abadal, vídua de Joaquim de Prat i de Roca, va impugnar el testament i va reclamar tot el patrimoni familiar per a ella i la seva descendència.
Aquest fet va trobar l'oposició de la ciutat en conjunt, on es formaren les Juntes Populars, amb el suport de l'alcalde Guixeras, d'El Eco de Badalona, publicació capdavantera de la campanya, i de personalitats com Vicenç Bosch, Antoni Ferratges, marquès de Mont-roig, o Evarist Arnús. Finalment, el 1886, el Tribunal Suprem ratificà el testament i la voluntat de Roca i Pi, fet molt celebrat a la ciutat. Es constituí una institució benèfica amb les rendes de les propietats per als pobres de Badalona, administrades pel rector i vicari de Santa Maria, amic del difunt, que es va anar instal·lant a diversos indrets fins a ubicar-se a Can Gusi, al barri de Bufalà.

### Homenatge
El 15 d'agost de 1894, dia de la Festa Major, la ciutat de Badalona, en agraïment, li dedicà un monument, a la Rambla, projectat per l'arquitecte Pons i Trabal, damunt de la qual se situà una escultura de cos sencer, obra de Torquat Tasso. El monument va estar des de la seva inauguració fins a l'any 1936 al centre del passeig, quan va ser desmuntat per substituir-lo per un de nou, però per problemes econòmics no es va arribar a construir mai el nou, sinó que es va posar en una nova localització a la Rambla, davant del final del carrer del Carme. L'estàtua s'ha convertit en un dels elements més característics del passeig.